# Maurice Francis Egan
Maurice Francis Egan (født 24. maj 1852, død 15. januar 1924) var en amerikansk forfatter og diplomat. Han var en produktiv forfatter og havde en lang og succesrig karriere som katolsk journalist, litteraturkritiker og romanforfatter. Han fungerede som USA's ekstraordinære udsending i Danmark fra 1907 til 1917.
Egan var professor i engelsk ved University of Notre Dame fra 1888 til 1896. Han var professor i engelsk ved Det katolske universitet i Amerika, Washington DC fra 1896 til 1907. 

## Præmier og hædersbevisninger
- Laetare-medalje, University of Notre Dame, 1910
- Storkors af Dannebrogordenen, 1918 [4]
- Fortjenstmedaljen, Danmark, 1924 [5]